# Sulligent
Sulligent – miasto w Stanach Zjednoczonych, w stanie Alabama, w hrabstwie Lamar. W roku 2023 miasto zamieszkiwały 1832 osoby, a gęstość zaludnienia wynosiła 90,2 osoby/km².